# Kordiš
Kordiš je priimek v Sloveniji, ki ga je po podatkih Statističnega urada Republike Slovenije na dan 1. januarja 2010 uporabljalo 287 oseb.

## Znani nosilci priimka
- Anton Kordiš, udeleženec Zbora odposlancev slovenskega naroda v Kočevju
- Boštjan Matjaž Kordiš, izseljenski delavec na Hrvaškem
- Franjo Kordiš (1919—2017), gozdar
- Franc Kordiš, udeleženec Zbora odposlancev slovenskega naroda v Kočevju
- Ivan Kordiš, zgodovinar, umetnostni zgodovinar in muzealec (Kočevje)
- Meta Kordiš, etnologinja, umetnostna zgodovinarka (višja kustosinja v muzeju Bankarium in kustosinja umetnostne zbirke NLB)
- Miha Kordiš (*1989), slovenski politik in aktivist